# Gluphisia
Genre
Le genre Gluphisia regroupe des lépidoptères (papillons) de nuit de la famille des Notodontidae.

## Liste des espèces
- Gluphisia avimacula Hudson, 1891.
- Gluphisia crenata (Esper, 1785) — Crénelée.
- Gluphisia lintneri (Grote, 1877).
- Gluphisia oxiana (Djakonov, 1927).
- Gluphisia septentrionis Walker, 1855.
- Gluphisia severa Hy. Edwards, 1886.
- Gluphisia wrightii Hy. Edwards, 1886.